# Мирный (Красноармейский район, Челябинская область)
Ми́рный — посёлок в Красноармейском районе Челябинской области. Административный центр Козырёвского сельского поселения.

## География
Расстояние до районного центра села Миасского 16 км.

## Население
| 2002 | 2010  |
| ---- | ----- |
| 1840 | ↗2073 |

По данным Всероссийской переписи, в 2010 году численность населения посёлка составляла 2073 человека (979 мужчин и 1094 женщины).

## Улицы
Уличная сеть посёлка состоит из 26 улиц и 2 переулков.

## Известные жители и уроженцы
- Степанюк, Григорий Васильевич (1934—2008) — Герой Социалистического Труда[5].